# Патмос (крепост)
Патмос е името на крепост, разположена в южната част на България, на територията на Община Ардино и на брега на река Боровица.
Запазени са останки от крепостни стени, основи на кула и църква.